# SS Leporis
SS Leporis – gwiazda zmienna będąca układem podwójnym położona w gwiazdozbiorze Zająca.

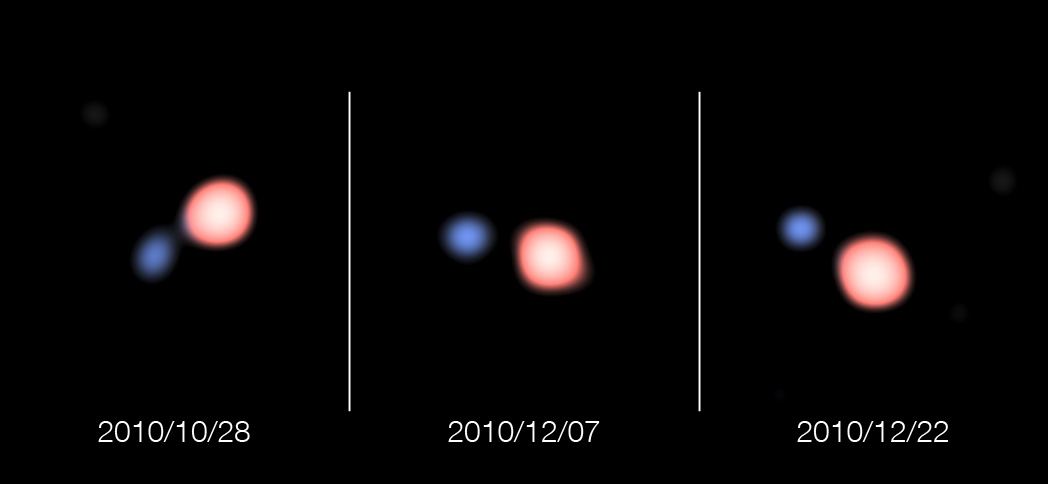
Dwa składniki SS Leporis rozdzielone przez teleskop VLT

Układ SS Leporis tworzą dwie gwiazdy okrążające się nawzajem w czasie 260 dni. Gwiazdy te dzieli odległość niewiele większa niż 1 j.a. Większa i chłodniejsza z obu gwiazd jest rozciągana na jedną czwartą dzielącego gwiazdy dystansu. Z powodu tej bliskości gorący towarzysz pobrał już około połowę masy większej gwiazdy. Z obserwacji wynika, że większa gwiazda jest mniejsza niż przypuszczano. Możliwym wyjaśnieniem tego procesu jest przypuszczenie, że materia gwiazdy olbrzyma jest wyrzucana przez wiatr gwiazdowy i przechwytywana przez mniejszego, ale gorętszego towarzysza.